# Belém (Santiago)
Pour les articles homonymes, voir Belém (homonymie).
Belém (en français : Bethlehem) est une localité de l'île de Santiago au Cap-Vert.

## Description
Belém est située au sud-ouest de l'île de Santiago.  
Elle se trouve à 2 km à l'ouest de Santa Ana, à 6 km au nord de Porto Gouveia et à 11 km au nord-ouest de Cidade Velha. 
Elle fait partie de la municipalité de Ribeira Grande de Santiago.

## Population
Au recensement de 2010, la localité comptait 382 habitants.